# أحادي أكسيد ثنائي الكلور
أحادي أكسيد ثنائي الكلور هو مركب لاعضوي من أكاسيد الكلور صيغته الكيميائية Cl2O. تم تحضيره للمرة الأولى في عام 1834 على يد أنطوان جيروم بالارد، والذي استطاع بمساعدة غي لوساك تحديد تركيبه. في المراجع القديمة يشار له باسم أحادي أكسيد الكلور، مما يسبب الإرباك والتشويش حيث يشير ذلك الاسم الآن إلى CLO.
يوجد على درجة حرارة الغرفة بشكل غاز بني مصفر ذواب في الماء والمذيبات العضوية. ويعتبر كيميائياً عضو من عائلة أكاسيد الكلور كما يعتبر بلا ماء لحمض الهيبوكلوروز. وهو عامل مؤكسد ومكلور قوي.

## التحضير
أقدم طرق التحضير تقوم على معاملة أكسيد الزئبق الثنائي مع غاز الكلور. لكن هذه الطريقة كانت مكلفة، وخطيرة بسبب مخاطر التسمم بالزئبق.
2 Cl2 + 2 HgO → كلوريد الزئبق الثنائي + Cl2O
من طرق الإنتاج الأكثر أماناً وملائمة هي مفاعلة غاز الكلور مع كربونات الصوديوم المائية، على درجة حرارة بين 20-30 °س.
2 Cl2 + 2 Na2CO3 + H2O → Cl2O + 2 بيكربونات الصوديوم + 2 NaCl
2 Cl2 + 2 بيكربونات الصوديوم → Cl2O + 2 CO2 + 2 NaCl + H2O
يمكن أن يتم هذا التفاعل بدون ماء ولكنه سيحتاج إلى التسخين إلى 150-200 °س. لكن يجب إزالة أحادي أكسيد ثنائي الكلور بشكل مستمر لتجنب التفكك الحراري، حيث أنه غير مستقر عند درجات الحرارة هذه.
2 Cl2 + Na2CO3 → Cl2O + CO2 + 2 NaCl
كما يمكن تحضير أحادي أكسيد ثنائي كلور من تفاعل هيبوكلوريت الكالسيوم مع ثنائي أكسيد الكربون:
Ca(ClO)2 + CO2 → CaCO3 + Cl2O

## البنية
بنية أحادي أكسيد ثنائي الكلور مشابهة من حيث البنية للماء وحمض الهيبوكلور، حيذ يتخذ الجزيئ هندسة جزيئية منحنية بسبب الزوج الوحيد في الأكسيجين؛ والذي ينتج عنه تناظر جزيئي C2V. زاوية الانحناء أكبر بقليل من المعتاد بسبب الإعاقة الفراغية بين ذرات الكلور الكبيرة.

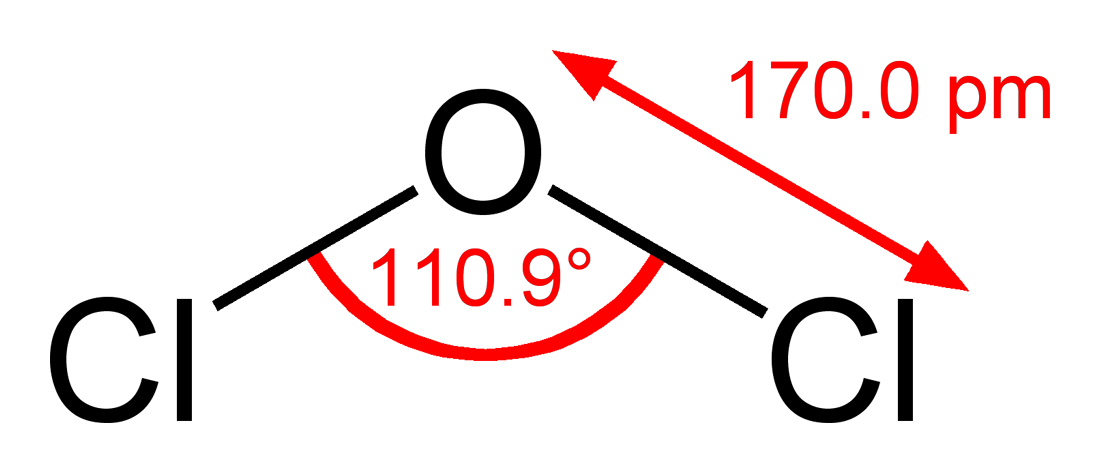

تتبلور في الحالة الصلبة على شكل زمرة فراغية رباعية السطوح I41/amd، مما يجعله مشابهاً للشكل ذو الضغط العالي من الماء والمسمى ثلج 8  (بالإنجليزية: ice VIII)‏.

## التفاعلات
أحادي أكسيد ثنائي الكلور شديد الذوبانية في الماء، حيث يوجد متوازناً مع HOCl. سرعة الحلمهة بطيئة بما يكفي للسماح باستخلاص Cl2O بالمذيبات العضوية مثل CCl4، لكن ثابت التوازن يفضل بدرجة كبيرة تشكيل حمض الهيبوكلور.
2 HOCl ⇌ Cl2O + H2O K (0 °C) = 3.55x10-3 dm3/mol
وبالرغم من ذلك فقد اقتُرح أن أحادي أكسيد ثنائي كلور قد يكون النوع النشط في تفاعل HOCl مع الأولفينات والمركبات العطرية، إضافة إلى كلوَرة ماء الشرب.

### مع المركبات اللاعضوية
يتفاعل أحادي أكسيد ثنائي الكلور مع هالوجينات المعادن، معطياً Cl2، ومشكلاً أكاسيد هالوجينية غير اعتيادية.
VOCl3 + Cl2O → VO2Cl + 2 Cl2
TiCl4 + Cl2O → TiOCI2 + 2 Cl2
كلوريد أنتيموان خماسي + 2 CI2O → SbO2CI + 4 Cl2
تحدث تفاعلات أخرى مع بعض الهالوجينات اللاعضوية.
كلوريد الزرنيخ الثلاثي + 2 CI2O → AsO2CI + 3 Cl2
كلوريد النتروزيل + Cl2O → NO2Cl + Cl2

### مع المركبات العضوية
يعتبر أحادي أكسيد ثنائي الكلور عامل مكَلور فعال. يمكن استخدامه في الكَلورة الجانبية للسلاسل أو الكَلورة الحلقية للمركبات العطرية المشتقة. يتفاعل بشكل أساسي مع المركبات العطرية النشطة كالفينولات وإيثرات-الأريل معطياً نواتج مهلجنة. اقتُرح أن أحادي أكسيد ثنائي كلور قد يكون النوع النشط في تفاعل HOCl مع الأولفينات والمركبات العطرية.

### كيمياء ضوئية
يخضع أحادي أكسيد ثنائي الكلور إلى عملية تفكك ضوئي، معطياً في النهائية O2 و Cl2. تعتمد العملية بشكل أساسي على جذر، ويظهر التحليل الضوئي بالوميض أن جذر الهيبوكلوريت (ClO) هو الوسيط الرئيسي.
2 Cl2O → 2 Cl2 + O2

### خواصه الإنفجارية
يعد أحادي أكسيد ثنائي الكلور مادة متفجرة بالرغم من نقص البحوث الحديثة عن هذا السلوك. فمزائجه مع الأكسيجين في درجة حرارة الغرفة يمكن أن تنفجر بشرارة كهربائية عندما تحتوي على Cl2O بالحد الأدنى 23.5%. وهذا الحد الأدنى للانفجار يعتبر مرتفعاً بشكل كبير. ويوجد تقارير تشير إلى إمكانية تفجيره بتعريضه لضوء قوي. كما يؤدي التسخين إلى درجة حرارة تزيد عن 120 °س أو التسخين السريع إلى الإنفجار. ويوجد تقارير تشير إلى أن أحادي أكسيد ثنائي الكلور السائل حساس للصدم.